# Cataglyphis cugiai
Cataglyphis cugiai är en myrart som beskrevs av Menozzi 1939. Cataglyphis cugiai ingår i släktet Cataglyphis och familjen myror. Inga underarter finns listade.